# Agenci T.A.R.C.Z.Y. (sezon 4)
Czwarty sezon amerykańskiego serialu Agenci T.A.R.C.Z.Y. opowiada dalszą historię Phila Coulsona i grupy jego agentów. Po pokonaniu Hive’a i Hydry, w świetle „Porozumień Sokowii”, T.A.R.C.Z.A. staje się ponownie legalną organizacją. Coulson powraca do bycia agentem, jego zadaniem jest śledzenie superludzi, w tym Robbiego Reyesa / Ghost Ridera. Natomiast Leo Fitz i doktor Holden Radcliffe pracują nad projektem „Life Model Decoys”.
Sezon ten dzieli ciągłość wydarzeń z filmem Doktor Strange.
Twórcami serialu są Jed Whedon, Maurissa Tancharoen i Jeffrey Bell. W głównych rolach występują: Clark Gregg, Ming-Na Wen, Chloe Bennet, Iain De Caestecker, Elizabeth Henstridge, Henry Simmons i John Hannah.
Emisja sezonu składająca się z 22. odcinków rozpoczęła się na antenie ABC od 20 września 2016 roku. W Polsce emisję sezonu rozpoczęto 8 grudnia 2016 roku na kanale Fox Polska.
11 maja 2017 roku poinformowano, że stacja zamówiła piąty sezon.

## Obsada
| - Clark Gregg jako Phil Coulson - Ming-Na Wen jako Melinda May - Chloe Bennet jako Daisy Johnson / Quake - Iain De Caestecker jako Leopold „Leo” Fitz - Elizabeth Henstridge jako Jemma Simmons - Henry Simmons jako Alphonso „Mack” MacKenzie - John Hannah jako Holden Radcliffe Przedstawieni w sezonie pierwszym - Maximilian Osinski jako Davis - Adrian Pasdar jako Glenn Talbot - Brett Dalton jako Grant Ward Przedstawieni w sezonie trzecim - Natalia Cordova-Buckley jako Elena „Yo–Yo” Rodriguez - Mallory Jansen jako Aida „Ophelia” / Madame Hydra - Briana Venskus jako Piper Przedstawieni w sezonie czwartym - Gabriel Luna jako Robbie Reyes / Ghost Rider - Lorenzo James Henrie jako Gabe Reyes - Lilli Birdsell jako Lucy Bauer - Blaise Miller jako Nathanson - Ricardo Walker jako Prince - Jason O’Mara jako Jeffrey Mace - Parminder Nagra jako Ellen Nadeer - Patrick Cavanaugh jako Burrows - José Zúñiga jako Eli Morrow - Zach McGowan jako Anton Ivanov - Jordan Rivera jako Hope Mackenzie | Przedstawieni w sezonie pierwszym - Patton Oswalt jako Billy Koenig - B.J. Britt jako Antoine Triplett Przedstawieni w sezonie drugim - Ava Acres jako Katya Belyakov - Patton Oswalt jako Sam Koenig - Adam Kulbersh jako Kenneth Turgeon - Simon Kassianides jako Sunil Bakshi Przedstawieni w sezonie trzecim - Alexander Wraith jako Anderson - Axle Whitehead jako J.T. James / Hellfire Przedstawieni w sezonie czwartym - Jen Kuo Sung jako Chen - Daren Tadlock jako Cecilio - Ward Roberts jako Hugo - Usman Ally jako Vincent - Dale Pavinski jako Briggs - Kerr Smith jako Joseph Bauer - Dan Donohue jako Frederick - Manish Dayal jako Vijay Nadeer - John Pyper-Ferguson jako Tucker Shockley - Patton Oswalt jako Thurston Koenig - Artemis Pebdani jako L.T. Koenig - Mallory Jansen jako Agnes - Taj Speights jako Burnell - Skyler James jako Chris Adler - David O’Hara jako Alistair Fitz - Joel Stoffer jako Enoch - Zibby Allen jako Evans |

## Emisja
Emisja sezonu składająca się z 22. odcinków rozpoczęła się na antenie ABC od 20 września 2016 roku. W Polsce emisję sezonu rozpoczęto 8 grudnia 2016 roku na kanale Fox Polska.

### Odcinki
| № | Nr          | Tytuł                                                                  | Reżyseria          | Scenariusz                     | Premiera (ABC)       | Premiera w Polsce (Fox Polska) |
| Ghost Rider | Ghost Rider | Ghost Rider                                                            | Ghost Rider        | Ghost Rider                    | Ghost Rider          | Ghost Rider                    |
| --- | ----------- | ---------------------------------------------------------------------- | ------------------ | ------------------------------ | -------------------- | ------------------------------ |
| 67 | 1           | Duch The Ghost                                                         | Billy Gierhart     | Jed Whedon Maurissa Tancharoen | 20 września 2016     | 8 grudnia 2016                 |
| Była agentka T.A.R.C.Z.Y., Daisy Johnson, działa teraz na własną rękę jako „Quake”. Próbuje pokonać grupę terrorystyczną „Watchdogs”. Kiedy udaje się jej namierzyć w Los Angeles członków „Aryan Brotherhood” współdziałających z „Watchdogs”, zostają zamordowani przez istotę „Ghost Rider”. Agenci Coulson i MacKenzie, którzy mają zakaz poszukiwania Johnson od nowego dyrektora T.A.R.C.Z.Y., Jeffreya Mace’a, otrzymują informację od agentki May, o miejscu przebywania Johnson. Agent Fitz odkrywa, że Holden Radcliffe stworzył androida – Aidę. Zgadza się pomóc mu ją udoskonalić. Podejmuje decyzję, aby nie informować o tym swojej dziewczyny, agentki Jemmy Simmons, która jest zaufanym współpracownikiem nowego dyrektora. Simmons odkrywa, że Coulson i MacKenzie poszukują Johnson i zleca May, aby ich powstrzymała. Kiedy May przybywa na miejsce, odnajduje chińskich gangsterów, którzy zakupili broń od Bractwa: mistyczną postać, która powoduje wśród członków gangu strach i furię. May zostaje również zainfekowana. Johnson odnajduje „Ghost Ridera”, ale zostaje przez niego pokonana. Później potajemnie obserwuje jego ludzkie wcielenie, Robbiego Reyesa, który opiekuje się swoim niepełnosprawnym bratem.                                     |             |                                                                        |                    |                                |                      |                                |
| 68 | 2           | Nowy szef Meet the New Boss                                            | Vincent Misiano    | Drew Greenberg                 | 27 września 2016     | 8 grudnia 2016                 |
| T.A.R.C.Z.A. i Johnson niezależnie badają sprawę mistycznej postaci, która okazuje się być duchem kobiety o imieniu Lucy. Dochodzą oni do wniosku, że pochodzi ona z opuszczonego kompleksu. Johnson znowu konfrontuje się z Reyesem i zostaje przez niego obezwładniona. Związuje ją i przeszukuje jej rzeczy, aby znaleźć dowód, że zasługuje na śmierć i odkrywa jej badania nad kompleksem. Reyes odjeżdża, a Johnson udaje się uwolnić i wyrusza za nim. Mace planuje ogłosić istnienie T.A.R.C.Z.Y., jako legalnie działającej organizacji. Jednak zainfekowana May, coraz bardziej popada w paranoję i zaczyna atakować innych agentów, widząc w nich potwory. Mace, który należy do Nieludzi, obezwładnia ją swoją nadludzką siłą i obiecuje, że się nią zajmie. MacKenzie i Fitz docierają do kompleksu w Pasadenie i odkrywają więcej duchów, które zamierzają wysadzić obiekt razem z nimi. Na miejscu pojawia się „Ghost Rider”, który niszczy jedną ze zjaw. Johnson, która również przybywa do kompleksu, powstrzymuje MacKenzie’ego i Fitza przed pojmaniem Ridera. Johnson zamiast wrócić do T.A.R.C.Z.Y. postanawia współpracować z Reyesem, który uważa, że sprawa duchów i „Watchdogs” jest z nim powiązana.                                                    |             |                                                                        |                    |                                |                      |                                |
| 69 | 3           | Powstanie Uprising                                                     | Magnus Martens     | Craig Titley                   | 11 października 2016 | 15 grudnia 2016                |
| Podczas blackoutu w Miami Elena Rodriguez przebywa na przyjęciu panieńskim przyjaciółki. Reyes i Johnson są świadkami kolejnego w Los Angeles. Do ataków przyznaje się grupa Nieludzi, która sprzeciwia się rejestracji i istnienia „Porozumień z Sokowii”. Reyes wyjaśnia Johnson, że jego wuj, Eli Morrow, przyczynił się do eksplozji, która stworzyła duchy. Swoją pokutą ze grzechy Eli’a spłaci dług Diabłu i pozbędzie się „Ghost Ridera”. W domu Reyesa, Gabe odkrywa, że Johnson to Quake i prosi ją, aby pozostawiła jego brata w spokoju. Radcliffe używa zasilania Aidy, aby „zrestartować” May i ją uleczyć. Coulson, MacKenzie i Fitz ratują Rodriguez przed „Watchdogs” i odnajdują urządzenie, które doprowadziło do blackoutu. Okazuje się, że za ataki odpowiadają właśnie oni, ze wsparciem od kogoś z władz, kto miał dostęp do listy zarejestrowanych Nieludzi. Okazuje się nią być senator Rota Nadeer, której brat jest zamknięty w kokonie podczas terrigenezy. Mace ogłasza publicznie powrót T.A.R.C.Z.Y. i liczy na rozwianie obaw społeczeństwa, związanych z Nieludźmi. |             |                                                                        |                    |                                |                      |                                |
| 70 | 4           | Pozwól mi ogrzać się przy Twoim ognisku Let Me Stand Next to Your Fire | Brad Turner        | Matt Owens                     | 18 października 2016 | 15 grudnia 2016                |
| Johnson wymusza na Simmons pomoc przy namierzeniu „Watchdogs”. Odkrywają, że grupa ma dostęp do zarejestrowanych Nieludzi, którzy korzystają z urządzeń monitorujących. Coulson odwiedza Morrowa w więzieniu, ale nie otrzymuje od niego żadnych informacji. Kiedy Reyes przyjeżdża, aby porozmawiać z Morrowem, zostaje rozpoznany przez MacKenzie’ego. Coulsonowi i MacKenzie’emu udaje się go zatrzymać i zdobyć jago zaufanie. Reyes odwiedza Morrowa i dowiaduje się, że wybuch spowodowała grupa naukowców, którzy studiowali tajemniczą księgę „Darkhold”. Eksperyment jako jedyny przeżył mąż Lucy Bauer, Joseph, który jako jedyny przeżył i znajduje się w śpiączce. Johnson i Simmons odnajdują J.T. Jamesa, który znajduje się na liście i niszczą jego lokalizator. Okazuje się, że nienawidzi on tego, że jest Nieczłowiekiem. Współpracuje z „Watchdogs”. Coulson i MacKenzie zostają zaalarmowani przez zniszczenie lokalizatora Jamesa, przybywają na miejsce i pomagają Johnson oraz Simmons. W tym czasie Ghost Rider pokonuje Jamesa. Później jadą po May, aby pomogła im odnaleźć „Darkhold”. May pod opieką Aidy dochodzi do siebie. Simmons odkrywa, że Aida jest androidem i wie, że będzie musiała kłamać podczas testu na wykrywaczu kłamstw dla Mace’a. |             |                                                                        |                    |                                |                      |                                |
| 71 | 5           | Areszt Lockup                                                          | Kate Woods         | Nora Zuckerman Lilla Zuckerman | 25 października 2016 | 22 grudnia 2016                |
| Lucy Bauer wybudza swojego męża Josepha ze śpiączki, by się dowiedzieć, gdzie ukrył „Darkhold”. Coulson dociera na miejsce i przed śmiercią Bauer zdradza mu, gdzie ukrył księgę. Coulson postanawia wykorzystać Morrowa przeciwko Lucy. Mace, który stał się bohaterem po swoich dokonaniach podczas wydarzeń w Wiedniu staje się coraz bardziej popularny po telewizyjnej debacie z senator Nadeer, gdzie ujawnił, że jest Nieczłowiekiem. Simmons grozi, że ujawni prawdę na temat jego działań w Wiedniu, dzięki czemu nie będzie już więcej poddawana testom na wykrywaczu kłamstw. W więzieniu Bauer infekuje pracowników, w wyniku czego atakują Coulsona i May. Johnson im pomaga, a w tym czasie MacKenzie i Reyes uwalniają Morrowa. Reyes spotyka w więzieniu ostatniego członka gangu „Fifth Street Locos”. Nad Reyesem kontrolę przejmuje Ghost Rider i zabija więźnia. Bauer porywa wujka Robbiego. Mace spotyka się potajemnie z senator Nadeer i zgadza się jej pomóc, kiedy zostaje zaszantażowany zdjęciami Ghost Ridera współpracującego z T.A.R.C.Z.Ą. |             |                                                                        |                    |                                |                      |                                |
| 72 | 6           | Dobry Samarytanin The Good Samaritan                                   | Billy Gierhart     | Jeffrey Bell                   | 1 listopada 2016     | 29 grudnia 2016                |
| Mace zleca Simmons tajne zadanie, a następnie udaje się na pokład samolotu Coulsona, aby aresztować Reyesa i Johnson. Zostają ukryci razem z Gabe’em, gdzie Reyes wyjawia bratu sekret. Kiedy on i Gabe wymknęli się na przejażdżkę samochodem wuja Morrowa zostali zaatakowani przez gang „Locos”. W wyniku tego Gabe został sparaliżowany, a on sam zginął. Robbie obiecał, że będzie szukał zemsty, jeżeli otrzyma drugą szansę. Został wtedy wskrzeszony, a moc Ghost Ridera została mu przekazanego przez nieznajomego. Mace odnajduje ich, ale zostaje pokonany przez Ridera. Mace zgadza się na współpracę z nim i Johnson. Fitz namierza Bauer w opuszczonej elektrowni Roxxon. May zabiera i ukrywa „Darkhold”, a Reyes niszczy duszę Bauer, która ujawnia, że to Morrow chce wykorzystać moc księgi i jest odpowiedzialny za utworzenie duchów. Morrow wykorzystuje ulepszoną wersję maszyny Momentum, dzięki czemu otrzymuje moc tworzenia materii. Reyes, Fitz i Coulson znikają. |             |                                                                        |                    |                                |                      |                                |
| 73 | 7           | Pakty z naszymi diabłami Deals With Our Devils                         | Jesse Bochco       | DJ Doyle                       | 29 listopada 2016    | 5 stycznia 2017                |
| Coulson, Fitz i Reyes zostają uwięzieni między wymiarami. Są bezradni, kiedy widzą, że Morrow zabija kilku agentów i ucieka. Fitz podsłuchuje kłótnię Mace z senator Nadeer. Mace potrzebuje Simmons, aby zrozumieć technologię Morrowa, ale ta została zabrana do brata Nadeer, który znajduje się w terrigenezie od kilku miesięcy. Pod nieobecność Simmons, Radcliffe bada technologię Morrowa. May, zdesperowana, aby ratować Coulsona pokazuje mu „Darkhold”. Radcliffe uważa, że wiedza w księdze jest zbyt niebezpieczna dla ludzi. Ostatecznie zostaje podjęta decyzja, że przeczyta ją Aida. Buduje portal, dzięki któremu Coulson i Fitz powracają. Przed przejściem przez wymiary Ghost Rider opuścił Reyesa i zawładnął MacKenziem. Reyes rozmawia z nim i obiecuje mu służyć po pokonaniu Morrowa. Ghost Rider zgadza się, opuszcza ciało MacKenziego, a Reyes powraca przez portal. Aida w tajemnicy zaczyna eksperymentować z wiedzą z „Darkhold” i tworzy sztuczny mózg. |             |                                                                        |                    |                                |                      |                                |
| 74 | 8           | Morze ognia The Laws of Inferno Dynamics                               | Kevin Tancharoen   | Paul Zbyszewski                | 6 grudnia 2016       | 12 stycznia 2017               |
| Coulson informuje Mace’a, ze Aida jest androidem. Dyrektor zgadza się wykorzystać ją do walki z Morrowem i zatwierdza zespół uderzeniowy złożony z Reyesa, Rodrigez i Johnson. Drużyna próbuje dostać się do opuszczonego budynku, gdzie Morrrow się zabarykadował i korzysta ze swoich rosnących zdolności. Tylko Reyesowi udaje się przejść przez jedną z jego pułapek. Dzięki kamerze, którą ma Reyes, Fitz odkrywa, że Morrow czerpie swoją moc z innego wymiaru i że stworzył rdzeń, który może zniszczyć miasto. Aida tworzy portal do innego wymiaru pod rdzeniem. Razem z Morrowem i Ghost Riderem zostaje wciągnięty do innego wymiaru. Johnson zostaje zauważona przez media, ale Mace oczyszcza jej imię i przywraca do T.A.R.C.Z.Y. Po sukcesie Aidy, Radcliffe dostaje zgodę nad dalszą pracę na Life Model Decoy. May zostaje potajemnie zastąpiona przez androida i uwięziona przez Aidę. |             |                                                                        |                    |                                |                      |                                |
| LMD |             |                                                                        |                    |                                |                      |                                |
| 75 | 9           | Niespełnione obietnice Broken Promises                                 | Garry Brown        | Brent Fletcher                 | 10 stycznia 2017     | 29 kwietnia 2017               |
| Fitz i Radcliffe zostają wysłani, aby wyczyścić pamięć Aidy z wiedzy z „Darkhold”, ale ich obezwładnia. Aida przejmuje kontrolę nad systemami T.A.R.C.Z.Y. Dzięki androidowi May dowiaduje się od Coulsona o lokalizacji księgi. Podczas ucieczki z kompleksu, MacKenzie „zabija” ją. Później Radcliffe rozmawia z nowym modelem Aidy, że android był zaprogramowany po to aby wykraść „Darkhold” dla niego samego. Senator Nadeer rozmawia z grupą Watchdogs o zabiciu swojego brata Vijaya, który zakończył terrigenezę. Vijay przekonuje siostrę, aby go oszczędziła, ponieważ nie posiada żadnych umiejętności. Simmons odkrywa, że Nieczłowiek, do którego została wezwana to Vijay, brat senator. Simmons, Mace i Johnson przybywają na miejsce. Vijay odkrywa, że ma nadludzki refleks. Senator Nadeer przekonuje brata, aby poszedł z nią i strzela do niego w brzuch. Nadeer prosi „Watchdogs” o pozbycie się ciała. Kiedy ciało jej brata zostaje wrzucone do wody, otacza je kokon terrigenezy. |             |                                                                        |                    |                                |                      |                                |
| 76 | 10          | Patriota The Patriot                                                   | Kevin Tancharoen   | James C. Oliver Sharla Oliver  | 17 stycznia 2017     | 29 kwietnia 2017               |
| Mace udziela konferencji prasowej w sprawie Johnson w sprawie jej „tajnych” działań. Tajemniczy snajper próbuje zabić Mace’a. Coulson i MacKenzie eskortują Mace’a i agenta Burrowsa. Podwładny, często widziany w pobliżu Mace’a posiada pewną teczkę. Samolot wybucha w trakcie lotu, a Burrows zostaje wyciągnięty przez powietrze z samolotu. Reszta załogi ląduje awaryjnie w lesie. Tam odnajdują byłych agentów Hydry, pracujących dla „Watchdogs”, którzy odnaleźli ciało Burrowsa z teczką. Podczas walki Mace próbuje wstrzyknąć sobie surowicę, która znajduje się w teczce, ale zostaje zniszczona. Mace zostaje ranny. Mace wyjaśnia, że nie jest Nieczłowiekiem, a jego umiejętności są spowodowane superserum stworzonego przez rząd, aby stworzyć wiarygodną i nadludzką osobę do kierowania T.A.R.C.Z.Ą. Po akcji ratunkowej z udziałem Johnson i May (która jest androidem), Coulson mówi Mace’owi, że ma nadal być twarzą T.A.R.C.Z.Y. Jako „Patriota” i zajmować się sprawami wizerunkowymi organizacji, natomiast on zajmie się dowództwem operacyjnym. May po tym, jak została ranna, zauważa, że ma szkielet robota, natomiast Fitz w tajemnicy bada dane z odciętej głowy Aidy.                                                                            |             |                                                                        |                    |                                |                      |                                |
| 77 | 11          | Przebudzenie Wake Up                                                   | Jesse Bochco       | Drew Greenberg                 | 24 stycznia 2017     | 6 maja 2017                    |
| Johnson i Mace biorą udział w przesłuchaniu Senatu w sprawie podpisania przez Johnson „Porozumień z Sokowii”. Nadeer kwestionuje „tajne” działania agentki. Coulson i Rodriguez dostają się do biura Nadeer w celu zamontowania podsłuchów. Zostają zatrzymani i dają jej pretekst do rozpoczęcia dochodzenia w sprawie T.A.R.C.Z.Y. May zdaje sobie sprawę, że to przez nią plany Coulsona dostały się w niepowołane ręce. Fitz odkrywa zdradę Radcliffe’a po zbadaniu oprogramowania z głowy Aidy. May spotyka się z Radcliffe’em, który wyjaśnia jej, że jej oprogramowanie nie pozwala na to, aby wyjawiła komukolwiek, że jest androidem. W tym czasie na miejsce przybywa T.A.R.C.Z.A. i aresztuje Radcliffe’a. Fitz w trakcie rozmowy z Radcliffe’em w celi odkrywa, że też jest robotem. Prawdziwy Radcliffe spotyka się z Nadeer, zaś prawdziwa May ma stworzoną w umyśle symulację z tragicznym wydarzeniem z przeszłości. Mack i Rodriguez zbliżają się do siebie. Wyjawia jej, że jego córka z poprzedniego małżeństwa, Hope, zmarła jako niemowlę. |             |                                                                        |                    |                                |                      |                                |
| 78 | 12          | Niebezpieczna sprawa Hot Potato Soup                                   | Nina Lopez-Corrado | Craig Titley                   | 31 stycznia 2017     | 6 maja 2017                    |
| Agent Billy Koenig, któremu Coulson powierzył „Darkhold” został porwany przez „Watchdogs”. Nadeer skierowała Radcliffe’a do Antona Ivanova, gdzie Radcliffe przeskanował mózg Koeniga, aby dowiedzieć się, gdzie ukryta została księga. Okazuje się być to tajna biblioteka T.A.R.C.Z.Y., o której wie tylko rodzina Koenigów. Coulson zabezpiecza pozostałych członków rodziny i razem z nimi, Johnson i LMD-May jadą zabezpieczyć księgę. LMD-Radcliffe ujawnia Fitzowi, że znał jego ojca i że stworzone zostało jeszcze jedno LMD. Simmons uświadamia sobie, ze Radcliffe skanował wcześniej mózg May, kiedy została wyleczona z wpływu Bauer i ostrzega Johnson, że May jest LMD. „Watchdogs” razem z Radcliffe’em przybywa na miejsce i kradną „Darkhold”. T.A.R.C.Z.A. niszczy resztki pierwszej Aidy i LMD Radcliffe’a. Ivanov wyjawia Radcliffe’owi, że chce użyć „Darkhold” do zniszczenia Nieludzi i Colsona, człowieka, który jego zdaniem stoi za zwiększonymi kryzysami z udziałem istot pozaziemskich. |             |                                                                        |                    |                                |                      |                                |
| 79 | 13          | Bum BOOM                                                               | Billy Gierhart     | Nora Zuckerman Lilla Zuckerman | 7 lutego 2017        | 13 maja 2017                   |
| Coulson i MacKenzie odnajdują byłą partnerkę Radcliffe’a, Agnes Kitsworth. Radcliffe pozostawił ją, kiedy zdiagnozowano u niej nowotwór, stworzył Aidę na podobieństwo Kitsworth. Coulson przekonuje Kitsworth, aby spotkała się z Radcliffe’em. Ivanov wysyła Tuckera Shockleya do Naader, którą podejrzewa, że jak jej brat jest Nieczłowiekiem, aby wystawić ją na działania terrigenezy. Jednak zostaje sam przemieniony zamiast Naader. W wyniku tego wybucha zabijając przy tym Naader. Ivanov postanawia wykorzystać nowe umiejętności Shockleya przeciwko T.A.R.C.Z.Y. Radcliffe spotyka się z Kitsworth i obiecuje jej pomóc, jeżeli ucieknie z nim przed tym, jak T.A.R.C.Z.A. go zatrzyma. Johnson walczy z Shockleyem, a w tym czasie Fitz i Simmons uruchamiają specjalny pojemnik, w który zostaje on schwytany. Ivanov wykorzystuje fakt tej walki i porywa Mace’a. Podczas kiedy Kitsworth umiera na raka, Radcliffe umieszcza jej umysł w wirtualnym świecie „Framework” razem z May. |             |                                                                        |                    |                                |                      |                                |
| 80 | 14          | Człowiek za tarczą The Man Behind the Shield                           | Wendey Stanzler    | Matt Owens                     | 14 lutego 2017       | 13 maja 2017                   |
| Kilka lat wcześniej Coulson i Maybrali udział w misji odzyskania tajemniczego obiektu z rosyjskiej bazy, przechytrzając SWR i należącej do niej Ivanova. Za tę porażkę agenci SWR, poza Ivanovem, byli torturowani i zabici. Za to Ivanov obwinia T.A.R.C.Z.Ę. Współcześnie Mace jest torturowany przez Ivanova, jednak T.A.R.C.Z.Y. udaje się go odnaleźć, a Johnson w walce pokonuje Ivanova. Coulson i Mack ratują bliskiego śmierci Mace’a, a Fitz i Simmons próbują namierzyć „Framework”, licząc, że to doprowadzi ich do May. Po nie udanej próbie powracają wszyscy do bazy. Radcliffe powierzył Aidzie swoje plany, a sam spędza czas we „Framework”. Aida odnajduje okaleczonego Ivanova. W bazie Fitz i Simmons zostają ostrzeżeni przez system bezpieczeństwa, że w bazie znajduje się czwórka LMD, którzy zastąpili czwórkę agentów, którzy zostali podmienieni przez Aidę, kiedy grupa się rozdzieliła podczas odbicia Mace’a. Jednym z nich jest Coulson, gdzie LMD-Coluson włącza LMD-May, która była w magazynie. |             |                                                                        |                    |                                |                      |                                |
| 81 | 15          | Samokontrola Self Control                                              | Jed Whedon         | Jed Whedon                     | 21 lutego 2017       | 20 maja 2017                   |
| Nowe LMD zdają sobie sprawę, z tego kim są i wdrażają plan Ivanova zniszczenia wszystkich nieludzi. Simmons odkrywa, że Mace, MacKenzie i Fitz są LMD i obezwładnia Fitza. Johnson również to odkrywa i razem z Simmons planują uciec z bazy i włamać się do „Framework”, aby odnaleźć pozostałych od środka. Johnson obezwładnia Mace’a, MacKenzie’ego i Coulsona, a w tym czasie Simmons rekrutuje innych agentów T.A.R.C.Z.Y. Odnajdują oni LMD-May, która czeka na nich przy wyjściu z bazy razem z ładunkami wybuchowymi. Jednak LMD-May pomaga uciec Johnson i Simmons, a następnie wysadza bazę razem ze wszystkimi LMD w środku. Simmons i Johnson podłączają się do „Framework”, gdzie wszyscy muszą odnaleźć się w alternatywnej rzeczywistości: Johnson jest w związku z żyjącym Grantem Wardem, Coulson jest nauczycielem, córka MacKenzie’ego nadal żyje, Fitz jest bogaczem, Simmons nie żyje, a May pracuje dla Hydry, która zastąpiła T.A.R.C.Z.Ę. W prawdziwym świecie Aida odcina głowę od pokaleczonego ciała Ivanova i buduje ciało androida, aby mógł je kontrolować za pomocą swojego umysłu. |             |                                                                        |                    |                                |                      |                                |
| Agents of Hydra |             |                                                                        |                    |                                |                      |                                |
| 82 | 16          | Co jeśli… What If...                                                   | Oz Scott           | DJ Doyle                       | 4 kwietnia 2017      | 20 maja 2017                   |
| We „Framework”, Johnson odkrywa, że razem z Wardem są agentami Hydry, a ich przełożonymi są między innymi May i Fitz. Tragiczne wydarzenie z przeszłości May nigdy się nie wydarzyło (w prawdziwym świecie zabiła dziecko należące do rasy Nieludzi, Katyę Belyakov). Dziewczynka została uratowana i trafiła do Ameryki, gdzie przyczyniała się do masowych zabójstw i była katalizatorem do tego, że Hydrze udało się przejąć kontrolę. Simmons budzi się w masowym grobie agentów T.A.R.C.Z.Y. Napotyka Coulsona, który uczy o Hydrze i ostrzega przed zagrożeniami, jakie stanowią Nieludzie. Simmons nie udaje się przekonać Coulsona, że jest w środku wirtualnej symulacji, a ten zgłasza jej obecność Hydrze. Johnson próbuje odnaleźć Simmons zanim zrobi to Hydra. Podąża za nią Ward, który ujawnia, że jest podwójnym agentem i działa w ruchu oporu. Johnson i Simmons próbują się wydostać z „Framework” używając specjalnego wyjścia bezpieczeństwa, ale okazuje się, że Aida je zablokowała. Aida okazuje się być we „Framework” dyrektorem Hydry, która jest związana z Fitzem. Johnson spotyka się z Coulsonem, który przypomina sobie jej imię. |             |                                                                        |                    |                                |                      |                                |
| 83 | 17          | Tożsamość i zmiana Identity and Change                                 | Garry Brown        | George Kitson                  | 11 kwietnia 2017     | 27 maja 2017                   |
| Johnson, licząc, że Radcliffe może pomóc, próbuje go zlokalizować we „Framework”, dzięki bazie danych Hydry. May daje jej misję na rozkaz Fitza i Aidy, która posługuje się imieniem Ophelia lub Madame Hydra. Coulson zaczyna sobie przypominać pewne rzeczy, a Ward zaprowadza go i Simmons so bazy ruchu oporu, który jest pozostałościami T.A.R.C.Z.Y. pod dowództwem Mace’a, który jest Nieczłowiekiem. Ward, Simmons i Coulson biorą ukradziony Hydrze quinjet i jadą po Radcliffe’a, który żyje z Kitsworth na odosobnieniu. Radcliffe wyjawia im, że on i Kitsworth nie mogą opuścić „Framework”, ponieważ ich ciała nie żyją. May i Johnson aresztują MacKenzie’ego, a May zmusza go do postępu, aby Johnson zdradziła o sobie prawdę. Do Radcliffe’a przybywają Madame Hydra i Fitz. Radcliffe próbuje przemówić do Fitza, ale okazuje się, ze ten zna „inny świat” i że tam Radcliffe niewolił Aidę. Fitz zabija Kitsworth, a Radcliffe zostaje uwięziony i razem z Johnson poddawany jest torturom. MacKenzie żałuje swoich czynów i przyłącza się do ruchu oporu. |             |                                                                        |                    |                                |                      |                                |
| 84 | 18          | Bez żalu No Regrets                                                    | Eric Laneuville    | Paul Zbyszewski                | 18 kwietnia 2017     | 27 maja 2017                   |
| Mace i Coulson dostali się do obozu „Oświecenia” Hydry, aby uwolnić agenta Antoine Tripletta, który zginął w prawdziwym świecie. Zostają namierzeni przez May, która użyła superserum do walki z Mace’em. Przez wentylacje w celach Johnson dowiaduje się od Radcliffe’a, że zainstalował on wyjście bezpieczeństwa z „Framework”, którego Aida nie może zlikwidować. Coulson zauważa w obozie jednego ze swoich uczniów i postanawia go stamtąd wydostać. Mace postanawia mu pomóc. Hydra postanawia wysadzić budynek z powietrza, a May wchodzi do walącego się gmachu, aby upewnić się, że Mace nie żyje. Tam odnajduje go i widzi jak próbuje uwolnić spod głazów jednego z uczniów, a Coulson i Triplett pomagają innym opuścić budynek. May jest przerażona i odkrywa, że dzieci były represjonowane przez Hydrę. Kiedy wszyscy byli już bezpieczni na zewnątrz, Mace zostaje zabity przez ciężar budynku. W prawdziwym świecie Aida odkrywa, że jego ciało również nie żyje i odłącza urządzenie monitorujące jego parametry życiowe. Po powrocie do bazy Hydry, May przemyca do celi Johnson kryształ do terrigrnezy, aby ta zyskała swoje zdolności i pomogła jej zniszczyć Hydrę.                                                                                        |             |                                                                        |                    |                                |                      |                                |
| 85 | 19          | Wszyscy ludzie Madame All the Madame’s Men                             | Billy Gierhart     | James Oliver Sharla Oliver     | 25 kwietnia 2017     | 3 czerwca 2017                 |
| Johnson, podczas ucieczki z May z bazy Hydry, używając swoich zdolności złamała kręgosłup Opheli. Podczas rozmowy z Fitzem, Ophelia przekonała go, aby dokończył sekretny projekt, dzięki któremu jej ciało we „Framework” nie będzie miało znaczenia. May i Johnson połączyły siły z T.A.R.C.Z.Ą., która zmaga się zmaga się z problemami po śmierci Mace’a. May dostarcza im nagranie z ataku, w którym zginął dyrektor. Coulson pokazuje je światu za pomocą propagandowych mediów Hydry. W tym czasie Simmons i Triplett odnaleźli rosyjską platformę, w której Simmons myślała, że znajdują się prace nad tajemniczym projektem Hydry. Platforma okazuje się pusta, jednak Simmons odkrywa, że maszyna budowana jest w prawdziwym świecie przy wykorzystaniu wiedzy z „Darkhold” i powoli ona na pozyskanie przez Ophelię ludzkiego ciała w prawdziwym świecie. |             |                                                                        |                    |                                |                      |                                |
| 86 | 20          | Żegnaj okrutny świecie! Farewell, Cruel World!                         | Vincent Misiano    | Brent Fletcher                 | 2 maja 2017          | 3 czerwca 2017                 |
| Od kiedy Simmons i Johnson dostały się do „Framework”, ich ciała były ochraniane przez Rodirguez na pokładzie samolotu T.A.R.C.Z.Y. Wskutek połączenia z „Framework” moc samolotu zaczęła spadać i Rodriguez postanowiła wyłączyć maskowanie, przez co umożliwiliła Ivanovowi namierzenie ich położenia. We „Framework”, Simmons odwiedza i przypadkowo zabija ojca Fitza, Alistara. Fitz z pomocą Radcliffe’a, któremu obiecał również utworzenie nowego ciała w prawdziwym świcie, ściga ją. Ophelia rozpoczyna proces tworzenia nowego ciała. Johnson zabiera grupę do wyjścia z „Framework” wskazanego przez Radcliffe’a. Ona, Coulson i May przedostają się do prawdziwego świata. Fitz przybywa na miejsce i konfrontuje się z Simmons, jednak zostaje on obezwładniony przez Radcliffe’a i zmuszony do przejścia do prawdziwego świata. Za nim podąża Simmons. MacKenzie decyduje się pozostać, ponieważ nie chce żyć w świecie bez swojej córki, Hope. Na platformie Coulson, May i Fitz konfrontują się z Ophelią w nowym ciele, która porywa Fitza i się z nim teleportuje. |             |                                                                        |                    |                                |                      |                                |
| 87 | 21          | Powrót The Return                                                      | Kevin Tancharoen   | Maurissa Tancharoen Jed Whedon | 9 maja 2017          | 10 czerwca 2017                |
| Agenci na pokładzie samolotu pokonują ludzi Ivanova i wyruszają na platformę, aby uratować Coulsona i May. Ivanov wypuszcza torpedy w kierunku platformy, które zagrażają życiu MaKenziego, który nadal podłączony jest do „Framework”. Zostaje on uratowany przez Ophelię, którą przekonał Fitz, aby wykorzystywała swoje zdolności dla czynienia dobra. Obydwoje zostają uwięzieni w zniszczonej siedzibie T.A.R.C.Z.Y., gdzie Fitz przyznaje, że nadal tylko kocha Simmons. Przez to Ophelia wpada w szał. Talbot przybywa na miejsce, a Ophelia zabija kilku jego żołnierzy i innych agentów T.A.R.C.Z.Y. Coulson i pozostali uciekają ponownie samolotem, a Ophelia powraca do Ivanova i wspólnie planują przy pomocy „Darkhold” przenieść zmiany wprowadzone we „Framework” do prawdziwego świata. W tym czasie, Rodriguez połącza się do „Framework”, aby przekonać MacKeziego do powrotu, a Ghost Rider powraca przez portal z innego wymiaru. |             |                                                                        |                    |                                |                      |                                |
| 88 | 22          | Koniec świata World’s End                                              | Billy Gierhart     | Jeffrey Bell                   | 16 maja 2017         | 10 czerwca 2017                |
| Ivanov pojawia się z „Darkhold” na międzynarodowym spotkaniu w sprawie T.A.R.C.Z.Y. i ostatnich wydarzeń. Proponuje, aby wykorzystać księgę przeciwko Nieludziom. W tym czasie na spotkaniu pojawia się LMD Johnson i strzela w głowę Talbota, w wyniku czego zapada on w śpiączkę. Podczas walki T.A.R.C.Z.Y. z pomocą Ghost Ridera udaje się odzyskać „Darkhold”. We „Framework”, Rodriguez nie jest w stanie przekonać MacKenziego do powrotu, jednak ostatecznie powraca on razem z nią do prawdziwego świata, kiedy „Framework” zaczyna znikać, a razem z nim Hope. Radcliffe zostaje również skasowany. Ophelia pojawia się w bazie T.A.R.C.Z.Y., aby odzyskać „Darkhold”. Zostaje zaskoczona przez Coulsona, który dzięki umowie na chwilę przejął Ghost Ridera i zabija ją. Reyes, ponownie jako Ghost Rider zabiera księgę przez portal do innego wymiaru. Coulson, May, Johnson, Simmons, Fitz, MacKenzie i Rodriguez czekają na aresztowanie przez rząd, jednak zamiast tego zostają zabrani przez tajemniczą grupę. Po jakimś czasie Coulson znajduje w bazie kosmicznej. |             |                                                                        |                    |                                |                      |                                |

## Produkcja

### Rozwój projektu
3 marca 2016 roku ogłoszono zamówienie 4 sezonu. Kilka dni później Maurissa Tancharoen zwróciła uwagę, że dzięki wcześniejszemu niż zwykle zamówieniu przez stację kolejnego sezonu, pozwoli na zatrudnienie reżyserów z wyprzedzeniem, co ułatwi pracę nad serialem. W lipcu 2016 roku poinformowano, że sezon będzie miał 22 odcinki.
Stacja zmieniła godzinę emisji serialu z 21:00 na 22:00, co dzięki produkcji serialu pozwoli na mroczniejszy ton produkcji. Nowa godzina emisji pozwala im również na zwiększoną możliwość pokazywania przemocy oraz częściowej nagości.
Po finale trzeciego sezonu, Tancharoen poinformowała, że zamierzają rozwinąć wątek poczucia winy Daisy Johnson po śmierci Lincolna Cambella. Poinformowano również, że w czwartym sezonie zostaną rozwinięte relacje między Coulsonem a MacKenziem, Fitzem a Radcliffem oraz związek Simmons z Fitzem. Jed Whedon po tym, jak Marvel Studios przełożył plany związane z filmem Inhumans, poinformował, że otrzymali większą swobodę w budowaniu wątku tej rasy oraz możliwość wykorzystania klasycznych postaci. W październiku 2016 roku ABC zamówiło serial Marvel’s The Inhumans, jednak poinformowano, że nie będzie on spin-offem Agentów T.A.R.C.Z.Y.
Sezon został podzielony na trzy moduły. Pierwszy z nich to Ghost Rider, który składa się z 8 odcinków. Podczas planowania czwartego sezonu, Marvel zasugerował wykorzystanie postaci Ghost Rodera. Prawa do tej postaci powróciły od Sony w maju 2013 roku. Twórcy serialu postanowili wykorzystać wersję Robbiego Reyesa. Powodem takiej decyzji była jego relacja z bratem Gabe’em, która ich zdaniem pasuje do tonu serialu oraz chęć odcięcia się od filmu Ghost Rider z Nicolasem Cage’em i jego kontynuacji, gdzie pojawiła się wersja Johnny’ego Blaze’a. Mimo to, Blaze został zaprezentowany również w serialu. Pomysłem, jaki postanowiono zaprezentować było połączenie mistycyzmu i nauki oraz pokazanie piekła, jako jednego z wymiarów, a duch Ghost Ridera pochodzi z jednego z nich.
Drugi moduł nosi tytuł LMD, który składa się z 7 odcinków. Jako że Life Model Decoy jest nierozłączną historią komiksów o T.A.R.C.Z.Y., szef Marvel Television, Jeph Loeb, wyjawił, że planowano ten wątek wprowadzić już od samego początku serialu. Postanowiono jednak nie robić tego przed filmem Avengers: Czas Ultrona. Whedon i Tancharoen wyjawili, że postacie i elementy będą łączyły poszczególne moduły, jednak każdy z nich będzie miał własny ton.
Tancharoen stwierdziła, że 22 odcinki to zbyt wiele dla jednego złoczyńcy. Twórcy wyjawili również, że podział na moduły spowodowany był również finansami. Efekty specjalne wykorzystywane przy tworzeniu postaci Ghost Ridera są dość kosztowne. Wątek „Darkhold” jest najistotniejszym łącznikiem między pierwszym a drugim modułem.
Trzeci moduł zatytułowany jest Agents of Hydra, który składa się z 7 odcinków. Przedstawiona została w nim wirtualna rzeczywistość „Framework”, która ukazuje co by się stało, gdyby każdej z postaci odebrać jedną rzecz, której żałuje, między innymi: utrata córki przez Macka, czy trudna relacja z ojcem Fitza.

### Casting
W czerwcu 2016 roku poinformowano, że w czwartym sezonie w głównych rolach powrócą Clark Gregg jako Phil Coulson, Ming-Na Wen jako Melinda May, Elizabeth Henstridge jako Jemma Simmons, Iain De Caestecker jako Leo Fitz, Chloe Bennet jako Daisy Johnson i Henry Simmons jako Alphonso „Mack” MacKenzie. W lipcu 2016 roku ujawniono, że John Hannah powtórzy swoją rolę z sezonu trzeciego, a we wrześniu ujawniono, że aktor awansował do głównej obsady serialu.
Również w lipcu 2016 roku poinformowano, że Natalia Cordova-Buckley powtórzy rolę Eleny „Yo–Yo” Rodriguez z trzeciego sezonu. W tym samym miesiącu do obsady dołączyli Gabriel Luna jako Robbie Reyes / Ghost Rider i Lilli Birdsell jako Lucy Bauer. W sierpniu 2016 roku do obsady dołączyli Jason O’Mara jako nowy dyrektor T.A.R.C.Z.Y., Jeffrey Mace; Mallory Jansen jako Aida i Parminder Nagra jako Ellen Nadeer, polityk przeciwny Inhumans. We wrześniu ujawniono, że Maximilian Osinski powtórzy swoją rolę z sezonu pierwszego agenta Davisa, a Briana Venskus i Alexander Wraith rolę agentów Piper i Andersona z sezonu trzeciego. W tym samym miesiącu ujawniono, że Lorenzo James Henrie zagra Gabe’a Reyesa, brata Robbiego, a Blaise Miller – technika laboratoryjnego, Nathansona. Miesiąc później poinformowano, że Patrick Cavanaugh zagra Burrowsa, agenta zajmującego się PR, a José Zúñiga – Eliego Morrowa, wujka Gabe i Robbiego. Poinformowano też, że Axle Whitehead powtórzy rolę z sezonu trzeciego jako J.T. James. W listopadzie poinformowano, że Adrian Pasdar powtórzy rolę Glenna Talbota z poprzednich sezonów. Natomiast w styczniu 2017 roku ujawniono, że Patton Oswalt powróci w rolach braci jako Billy’ego i Sama Koenigów, a Ava Acres powtórzy rolę Katyi Belyakov z sezonu drugiego. W lutym 2017 roku poinformowano, że Brett Dalton powróci jako Grant Ward. W kwietniu tego samego roku ujawniono, że powtórzą swoje role: B.J. Britt jako Antoine Triplet, Adam Kulbersh jako Kenneth Turgeon i Simon Kassianides jako Sunil Bakshi.

### Zdjęcia
Zdjęcia do sezonu rozpoczęły się 21 lipca 2016 roku w Los Angeles, a zakończyły się 17 kwietnia 2017.

### Powiązania z MCU
W marcu 2016 roku Maurissa Tancharoen poinformowała, że istnieje możliwość kontynuacji wątków z serialu Agentka Carter, jeżeli nie dostanie on kolejnego sezonu. Momentum Energy Labs okazały się być następcą Isodyne Energy, która została przedstawiona w drugim sezonie serialu Agentka Carter. Obie te firmy są powiązane z firmą Roxxon, która wielokrotnie pojawiła się w filmach i serialach MCU. Isodyne odkryło międzywymiarowe „Darkforce”, natomiast Mementum eksperymentowało z międzywymiarową energią przy użyciu księgi „Darkhold”. W grudniu 2016 roku Jed Whedon poinformował o możliwości wykorzystania postaci Peggy Carter i większych nawiązań do niej po zakończeniu modułu Ghost Rider.
Moduł Ghost Rider nawiązuje do filmu Doktor Strange. Odcinek Pakty z naszymi diabłami został wyemitowany po amerykańskiej premierze filmu. Ukazuje on, jak Aida buduje portal, aby wydostać Coulsona i Fitza z innego wymiaru. Efekty specjalne wykorzystane przy tym odcinku są celowo zbliżone do tych wykorzystanych przy filmie. Jeff Bell wyjawił również, że „Darkhold” wygląda tak, jakby jej miejsce było w bibliotece w Kamar-Taj pokazanej w filmie.
Bell poinformował, że w sezonie nie będzie nawiązań do filmu Strażnicy Galaktyki vol. 2 ze względu na to, że akcja filmu nie odbywa się na ziemi oraz wydarzenia w filmie mają miejsce wcześniej w chronologii uniwersum.

## Promocja
W lipcu 2016 roku produkcja i główna obsada serialu pojawiła się na panelu podczas San Diego Comic-Conu, gdzie zaprezentowano samochód Ghost Ridera – Dodge Charger z 1969 roku. Na początku września tego samego roku pojawił się teaser sezonu jako „found footage”. Pierwszy moduł sezonu promowany jest z podtytułem „Ghost Rider”.
Clark Gregg, Chloe Bennet i Gabriel Luna pojawili się na początku października 2016 roku na New York Comic-Conie, podczas którego został przedpremierowo pokazany odcinek Powstanie. W marcu 2017 roku zaprezentowano plakaty do poprzednich sezonów, jak i do dwóch poprzednich modułów sezony, aby pokazać jakby wyglądały, gdyby cały serial miał miejsce w rzeczywistości „Framework” oraz fałszywe propagandowe plakaty Hydry.
1 kwietnia 2017 roku, obsada serialu, do której dołączył również Brett Dalton, pojawili się podczas WonderCon. Podczas konwentu zaprezentowano przedpremierowo odcinek Co jeśli…
Agenci T.A.R.C.Z.Y.: Slingshot
13 grudnia 2016 roku zaprezentowano sześciodcinkowy serial internetowy Agenci T.A.R.C.Z.Y.: Slingshot, który przedstawia historię Eleny „Yo–Yo” Rodriguez pomiędzy trzecim a czwartym sezonem serialu. Cordova-Buckley, Gregg, O’Mara, Simmons, Bennet, Wen, De Caestecker i Henstridge powtarzają swoje role.
Książka / Przewodnik
Przewodnik który zawiera fakty dotyczące filmu, porównania do komiksów oraz informacje produkcyjne, zostanie wydany fizycznie 16 stycznia 2018 roku w publikacji zbiorczej Marvel Cinematic Universe Guidebook: It’s All Connected.

## Odbiór

### Oglądalność
| #  | Tytuł                          | Oryginalna emisja    | Widzowie (w milionach) | Widzowie DVR (w milionach) | Widzowie razem (w milionach) |
| -- | ------------------------------ | -------------------- | ---------------------- | -------------------------- | ---------------------------- |
| 1  | The Ghost                      | 20 września 2016     | 3,44                   | 2,79                       | 6,23                         |
| 2  | Meet the New Boss              | 27 września 2016     | 2,95                   | 2,43                       | 5,39                         |
| 3  | Uprising                       | 11 października 2016 | 2,68                   | 2,21                       | 4,89                         |
| 4  | Let Me Stand Next to Your Fire | 18 października 2016 | 2,34                   | 2,44                       | 4,78                         |
| 5  | Lockup                         | 25 października 2016 | 2,30                   | 2,25                       | 4,55                         |
| 6  | The Good Samaritan             | 1 listopada 2016     | 2,43                   | 2,14                       | 4,57                         |
| 7  | Deals With Our Devils          | 29 listopada 2016    | 2,41                   | 2,22                       | 4,63                         |
| 8  | The Laws of Inferno Dynamics   | 6 grudnia 2016       | 2,37                   | 2,12                       | 4,49                         |
| 9  | Broken Promises                | 10 stycznia 2017     | 2,72                   | 1,94                       | 4,66                         |
| 10 | The Patriot                    | 17 stycznia 2017     | 2,03                   | 2,02                       | 4.05                         |
| 11 | Wake Up                        | 24 stycznia 2017     | 2,00                   | 1,97                       | 3,97                         |
| 12 | Hot Potato Soup                | 31 stycznia 2017     | 2,15                   | 2,08                       | 4,23                         |
| 13 | BOOM                           | 7 lutego 2017        | 2,08                   | 2,04                       | 4,13                         |
| 14 | The Man Behind the Shield      | 14 lutego 2017       | 2,13                   | 2,03                       | 4,16                         |
| 15 | Self Control                   | 21 lutego 2017       | 2,01                   | 1,87                       | 3,88                         |
| 16 | What If...                     | 4 kwietnia 2017      | 2,15                   | 2,07                       | 4,22                         |
| 17 | Identity and Change            | 11 kwietnia 2017     | 2,32                   | 1,68                       | 4,01                         |
| 18 | No Regrets                     | 18 kwietnia 2017     | 2,43                   | 1,82                       | 4,25                         |
| 19 | All the Madame’s Men           | 25 kwietnia 2017     | 2,15                   | BRAK DANYCH                | BRAK DANYCH                  |
| 20 | Farewell, Cruel World!         | 2 maja 2017          | 2,15                   | 1,60                       | 3,75                         |
| 21 | The Return                     | 9 maja 2017          | 2,14                   | 1,88                       | 4,02                         |
| 22 | World’s End                    | 16 maja 2017         | 2,08                   | 1,99                       | 4,07                         |

### Krytyka w mediach
W serwisie Rotten Tomatoes krytycy przyznali wynik 100% ze średnią ocen 7,2/10.

### Nagrody i nominacje
| Rok  | Ceremonia                      | Kategoria                                       | Nominowani                                | Rezultat  | Przypis |
| ---- | ------------------------------ | ----------------------------------------------- | ----------------------------------------- | --------- | ------- |
| 2017 | TVLine’s Performer of the Week | Występ w odcinku Niespełnione obietnice         | Henry Simmons i Natalia Cordova-Buckley   | Nominacja | [ 145 ] |
| 2017 | TVLine’s Performer of the Week | Występ w odcinku Niebezpieczna sprawa           | Patton Oswalt                             | Nominacja | [ 146 ] |
| 2017 | TVLine’s Performer of the Week | Występ w odcinku Samokontrola                   | Iain De Caestecker i Elizabeth Henstridge | Nominacja | [ 147 ] |
| 2017 | Kids’ Choice Awards            | Ulubiony rodzinny serial telewizyjny            | Agenci T.A.R.C.Z.Y.                       | Nominacja | [ 148 ] |
| 2017 | Saturn Awards                  | Najlepszy serial opowiadający o superbohaterach | Agenci T.A.R.C.Z.Y.                       | Nominacja | [ 149 ] |